# Insegnante di canto
Un insegnante di canto è un insegnante di musica che assiste adulti e bambini nello sviluppo delle loro abilità nel canto.

## Lavoro tipico
Un insegnante di canto lavora con uno studente di canto per migliorare le varie abilità coinvolte nel canto.
Queste abilità includono il controllo e il supporto del respiro, la produzione e la risonanza del tono, il controllo del tono e l'intonazione musicale, la corretta formazione di vocali e consonanti, nonché la chiarezza delle parole, la fusione delle varie gamme alte e basse di una voce (chiamata "registrazione"), un'attenzione alla notazione musicale e al fraseggio, l'apprendimento delle canzoni, così come una buona postura e salute vocale. L'insegnante di canto potrebbe operare in uno studio privato o essere affiliato a una facoltà di un college o universitaria.

## Ruoli
Gli studenti di solito iniziano l'istruzione vocale dopo che le loro voci si sono stabilizzate negli ultimi anni dell'adolescenza. Parte del lavoro di qualsiasi insegnante di canto è conoscere le caratteristiche vocali di uno studente sufficientemente bene da identificare il suo tipo di voce. Le donne sono generalmente classificate in una delle tre categorie: soprano, mezzosoprano e contralto. Le voci maschili si dividono in quattro categorie: controtenore, tenore, baritono e basso. Tuttavia i cantanti più maturi ed esperti che hanno completato la loro formazione professionale possono generalmente beneficiare di un'istruzione vocale continua. A questo punto si parla spesso di coach vocale. Un coach vocale può aiutare uno studente a imparare un nuovo repertorio o aiutare lo studente a imparare la dizione in diverse lingue. I vocal coach possono anche aiutare i cantanti a migliorare la loro tecnica di canto, prendersi cura e sviluppare la loro voce e prepararsi per l'esecuzione di una canzone, romanza o di un altro lavoro.

## Formazione ed esperienza
La formazione e l'istruzione degli insegnanti di canto variano notevolmente. Gli insegnanti sono generalmente formati in pedagogia vocale, lo studio dell'insegnamento del canto. Alcuni insegnanti di canto sono membri di associazioni professionali come l'Associazione Nazionale Insegnanti di Canto o NATS. Alcuni insegnanti di canto hanno un'ampia formazione ufficiale, come un Bachelor of Music, un master in musica, un diploma di conservatorio o lauree in aree correlate, come lingue straniere o diplomi in cinetica umana, tecniche di postura o metodi di respirazione. Diverse università americane offrono ora lauree in pedagogia vocale. I programmi nei college più piccoli includono il Conservatorio di Boston, il conservatorio di musica della Shenandoah University e il Westminster Choir College, e ci sono programmi come diverse grandi università, come l'Arizona State University, l'University of North Texas, The Ohio State University e l'University of Iowa.
D'altra parte alcuni insegnanti di canto possono avere una scarsa formazione formale e quindi si affidano alla loro vasta esperienza come interpreti. Ad esempio alcuni cantanti avevano decenni di esperienza sul palcoscenico da solista prima di diventare insegnanti di canto, in recital, oratori, opere, operette o teatro musicale.
Gli insegnanti di canto possono anche avvicinarsi alla loro professione attraverso professioni musicali correlate. Alcuni insegnanti di canto hanno iniziato come pianisti durante le prove e hanno maturato decenni di esperienza nell'accompagnare cantanti in diversi stili. Inoltre, alcuni insegnanti di canto imparano il loro mestiere iniziando come direttori di coro, teatro musicale o sinfonia.
Il campo degli insegnanti di canto è competitivo, soprattutto ai massimi livelli professionali. Gli stipendi variano notevolmente, così come le condizioni di lavoro. Mentre un piccolo numero di insegnanti di canto di alto livello può ottenere tariffe orarie o giornaliere molto elevate, la maggior parte degli insegnanti di canto, come la maggior parte degli altri professionisti della musica e delle arti, tende ad avere stipendi inferiori alla media per altre professioni che richiedono una quantità simile di istruzione ed esperienza. Le condizioni di lavoro variano ampiamente, dal lavoro freelance part-time o occasionale che insegna a singoli cantanti, ai contratti a tempo pieno o ai lavori pluriennali per le università che insegnano agli studenti di canto.